# Георгій Іванов (футболіст)
Георгій Іванов (болг. Георги Иванов; нар. 2 липня 1976, Пловдив) — болгарський футболіст, що грав на позиції нападника. По завершенні ігрової кар'єри — тренер. З 2024 року — президент Болгарського футбольного союзу.
Виступав, зокрема, за клуб «Левскі», а також національну збірну Болгарії.
Найкращий болгарський футболіст 2000 і 2001 років. П'ятиразовий чемпіон Болгарії. Чотириразовий володар Кубка Болгарії. Володар Суперкубка Болгарії.

## Клубна кар'єра
Народився 2 липня 1976 року в місті Пловдив. Вихованець футбольної школи місцевого «Локомотива». Дорослу футбольну кар'єру розпочав 1995 року в основній команді того ж клубу, в якій провів два сезони, взявши участь у 54 матчах чемпіонату. 
Своєю грою за цю команду привернув увагу представників тренерського штабу «Левскі», до складу якого приєднався 1997 року. Відіграв за команду з Софії наступні п'ять сезонів своєї ігрової кар'єри. Більшість часу, проведеного у складі «Левскі», був основним гравцем атакувальної ланки команди. У складі «Левскі» був одним з головних бомбардирів команди, маючи середню результативність на рівні 0,61 голу за гру першості. За цей час тричі виборював титул чемпіона Болгарії. В сезоні 2000/01 не лише став чемпіоном країни, але й став найкращим бомбардиром першості (разом з Христо Йововив). Два роки поспіль, у 2000 і 2001, визнавався найкращим болгарським футболістом року.
В сезоні 2002/03 грав у Франції за «Ренн», в якому не зміг пробитися до основного складі і повернувся до «Левскі». Відігравши на батьківщині протягом сезону, вирішив знову спробувати сили за кордоном. У 2004–2005 роках грав у Туреччині, спочатку за «Самсунспор», а згодом за «Ґазіантепспор».
Сезон 2005/06 знову провів на батьківщині у складі «Левскі», вигравши свій четвертий титул чемпіона Болгарії, після чого перебрався до Хорватії, уклавши контракт з «Рієкою».
Завершив професійну ігрову кар'єру у все тому ж «Левскі», до складу якого востаннє прийшов 2008 року. Відіграв тут ще один сезон, який завершився здобуттям п'ятого для нього чемпіонського титулу.

## Виступи за збірну
1996 року дебютував в офіційних матчах у складі національної збірної Болгарії. Протягом кар'єри у національній команді, яка тривала 10 років, провів у формі головної команди країни 34 матчі, забивши 4 голи.
У складі збірної був учасником чемпіонату світу 1998 року у Франції.

## Кар'єра тренера
Завершивши виступи на футбольному полі, 2009 року став спортивним директором «Левскі», а за декілька місяців змінив свого останнього тренера Ратко Достанича на посаді головного тренера. Керував командою до завершення сезону 2009/10, який вона завршила на третьому місці у чемпіонаті. Згодом зосередився на адміністративній роботі, проте пізніше ще декілька разів повертався на тренерську лаву «Левскі», кожного разу на період від декількох тижнів до декількох місяців, поки йшли пошуки нового головного тренера.
Крім «Левскі» працював з командою «Черно море», у 2012—2014 та 2016—2017 роках.

### Тренерська статистика
| Команда      | З               | По               | Статистика | Статистика | Статистика | Статистика | Статистика | Статистика | Статистика | Статистика |
| Команда      | З               | По               | І          | В          | Н          | П          | % В        | Г+         | Г-         | РГ         |
| ------------ | --------------- | ---------------- | ---------- | ---------- | ---------- | ---------- | ---------- | ---------- | ---------- | ---------- |
| «Левскі»     | 19 жовтня 2009  | 30 червня 2010   | 27         | 16         | 4          | 7          | 59,26      | 46         | 23         | +23        |
| «Левскі»     | 1 червня 2011   | 3 листопада 2011 | 13         | 8          | 0          | 5          | 61,54      | 21         | 15         | +6         |
| «Левскі»     | 27 березня 2012 | 7 квітня 2012    | 2          | 0          | 0          | 2          | 00.00      | 0          | 2          | –2         |
| «Черно море» | 17 грудня 2012  | 19 травня 2014   | 57         | 20         | 18         | 19         | 35,09      | 63         | 52         | +11        |
| «Левскі»     | 4 серпня 2014   | 22 грудня 2014   | 19         | 9          | 3          | 7          | 47,37      | 33         | 24         | +9         |
| «Черно море» | 21 червня 2016  | 21 вересня 2017  | 49         | 19         | 10         | 20         | 38,78      | 57         | 61         | –4         |
| Усього       | Усього          | Усього           | 167        | 72         | 35         | 60         | 43,11      | 220        | 177        | +43        |

## Титули і досягнення

### Командні
- Чемпіон Болгарії (5):

«Левскі»: 1999-2000, 2000-2001, 2001-2002, 2005-2006, 2008-2009
- Володар Кубка Болгарії (4):

«Левскі»: 1997-1998, 1999-2000, 2001-2002, 2004-2005
- Володар Суперкубка Болгарії (1):

«Левскі»: 2005

### Особисті
- Найкращий болгарський футболіст року (2): 2000, 2001
- Найкращий бомбардир чемпіонату Болгарії (1): 2000-2001